# Hesselager Sogn
Hesselager Sogn er et sogn i Svendborg Provsti (Fyens Stift).
I 1800-tallet var Hesselager Sogn et selvstændigt pastorat. Det hørte til Gudme Herred i Svendborg Amt. Hesselager sognekommune blev ved kommunalreformen i 1970 indlemmet i Gudme Kommune, der ved strukturreformen i 2007 indgik i Svendborg Kommune.
I Hesselager Sogn ligger Hesselager Kirke.
I sognet findes følgende autoriserede stednavne:
- Askebæk Huse (bebyggelse)
- Boholt (bebyggelse, ejerlav)
- Bøsøre (bebyggelse, ejerlav)
- Faldehuse (bebyggelse)
- Fiskerholt (bebyggelse, ejerlav)
- Hasemose (bebyggelse)
- Hesselager (bebyggelse, ejerlav)
- Hesselagergård (ejerlav, landbrugsejendom)
- Holmskov (bebyggelse)
- Klintholm (bebyggelse)
- Langesand (areal)
- Ny Hesselager (bydel)
- Nyhave (bebyggelse)
- Purreskov (areal, bebyggelse)
- Revsøre (bebyggelse, ejerlav)
- Revsøre Fiskerleje (bebyggelse)
- Stokkebæk Huse (bebyggelse)
- Teglgårdshuse (bebyggelse)
- Tingsager (bebyggelse)
- Tjørnely (bebyggelse)
- Trappedal Huse (bebyggelse)
- Vormark (bebyggelse, ejerlav)
- Vresen (areal, ejerlav)

I sognet ligger Damestenen, der er Danmarks største sten på over 1.000 tons.